# Jaroslav Fikejz
Jaroslav Fikejz (* 24. April 1927 in Kaliště; † 26. Dezember 2008 in Prag) war ein tschechoslowakischer Leichtathlet, der bei den Leichtathletik-Europameisterschaften 1950 den dritten Platz im Weitsprung belegte.
Fikejz sprang bereits als Jugendlicher sehr weit, noch bei seinem Tod hielt er den Altersklassenrekord Tschechiens bei den 15-Jährigen mit 7,12 Meter aus dem Jahr 1942. Bei den Olympischen Spielen 1948 in London schied er mit 6,86 Meter in der Qualifikation aus, obwohl er 1948 den tschechoslowakischen Rekord auf 7,41 Meter verbessert hatte. Zwei Jahre später stand er bei den Europameisterschaften 1950 in Brüssel im Finale, nachdem er die Qualifikation als fünftbester Springer mit 7,10 Meter gemeistert hatte. Im Finale siegte der Isländer Torfi Bryngeirsson vor dem Niederländer Gerard Wessels, zwei Zentimeter hinter Wessels erhielt Fikejz für 7,20 Meter die Bronzemedaille. Vier Jahre später erreichte Fikejz bei den Europameisterschaften 1954 in Bern noch einmal das Finale und belegte mit 7,18 Meter den zehnten Platz. 
Fikejz war Landesmeister in den Jahren 1948 bis 1950 sowie 1952 und 1953. Bei einer Körpergröße von 1,83 Meter betrug sein Wettkampfgewicht 77 Kilogramm. Nach seiner Karriere arbeitete Fikejz als Sportjournalist und engagierte sich zeitweilig im Leichtathletikverband der Tschechoslowakei.